# I Jefferson
I Jefferson (The Jeffersons) è una serie televisiva, prodotta negli Stati Uniti in 253 puntate dal 1975 al 1985.
Fu il secondo dei quattro spin-off della serie TV Arcibaldo (All in the Family), dopo Maude e prima di Archie Bunker's Place (che in Italia continuò a chiamarsi Arcibaldo) e 704 Hauser.

## Produzione
La serie fu ideata dal prolifico autore e produttore televisivo Norman Lear. A differenza di altri suoi show, il telefilm aveva connotati politici più smorzati nei toni, evolvendo presto in una più tradizionale sitcom a sfondo comico. Tuttavia, alcuni episodi della serie contengono riferimenti a tematiche e problematiche importanti come il razzismo, la povertà, il suicidio, l'alcolismo, l'analfabetismo. Nei primi episodi venivano usati termini quali nigger (negro), oppure honky (squallido bianco), poi via via scomparsi nelle puntate seguenti.
Nel 1975, già ai tempi della serie Arcibaldo, Lear creò il personaggio di George appositamente per Hemsley, che all'epoca non era immediatamente disponibile, tanto che il produttore, in attesa dell'attore, dovette inserire apposta, in alcune poche puntate, il personaggio di Henry Jefferson, fratello minore di George, interpretato dall'attore Mel Stewart. Anche Isabel Sanford (Louise) ed Evans (il figlio Lionel) erano gli stessi attori e personaggi interpretati in Arcibaldo, mentre tutti gli altri personaggi invece, sono nuovi.
I Jefferson furono una delle più seguite sitcom a tema interrazziale del periodo, fedelmente affiancata da altrettante storiche sitcom americane quali Sanford and Son, Good Times, Il mio amico Arnold (Diff'rent Strokes) e, in seguito, anche I Robinson. L'ottava stagione in particolare, raggiunse, negli Stati Uniti, la terza posizione in classifica tra le trasmissioni più seguite dell'anno. 

### Seguito
La serie I Jefferson si concluse dopo 11 stagioni e 253 episodi, tra le polemiche, quando la dirigenza della CBS optò per la sua cancellazione a causa del calo degli ascolti dopo l'undicesima stagione, che rimase così senza un preciso finale, come invece accade nella maggior parte delle sitcom. Il cast non venne informato dell'improvvisa chiusura del programma (che negli Stati Uniti avvenne il 25 giugno 1985, con l'episodio Red Robins), al punto tale che l'attore Hemsley dichiarò che apprese della cancellazione leggendolo sul giornale.
La serie ebbe a sua volta uno spin-off, tuttavia senza ottenere lo sperato successo (chiuso dopo solo quattro puntate), chiamato Checking In, e incentrato sulla figura della domestica Florence che lascia casa Jefferson per gestire il St. Frederick Hotel a Manhattan.
In Italia, la sitcom fu trasmessa da televisioni locali dal gennaio 1981, Rete 4 22 febbraio 1982 e infine Canale 5 dal 20 febbraio 1984 al 22 maggio 1987; in seguito le repliche furono trasmesse su diverse reti televisive. 
Recentemente tornano in replica su Spike e su Paramount Channel, in formato 14:9, per meglio adattarlo all'odierno pubblico televisivo.
I personaggi di George e Louise riapparvero ancora in TV nel 1996, nel finale della serie Willy, il principe di Bel-Air, come gli acquirenti di casa Banks. Nel 2001, George e Florence apparvero ancora in un episodio di Tyler Perry's House of Payne, una sitcom che non ebbe molto successo all'estero.
Nel 2016 vi fu un tentativo della Sony Pictures di riportare in televisione, con nuovi attori, la sitcom dei Jefferson, ma la cosa non ebbe seguito. 
Nel 2019, la rete televisiva statunitense ABC fece un lungo speciale riutilizzando le stesse ambientazioni originali di casa Jefferson, e arruolando nuovi attori come Woody Harrelson, Marisa Tomei, Wanda Sykes, Kerry Washington, Jamie Foxx e Will Ferrell. Nell'esperimento televisivo, trasmesso soprattutto in memoria degli attori originali scomparsi, comparve anche l'ormai ottantenne Marla Gibbs, che nella serie originale interpretava Florence.

## Trama

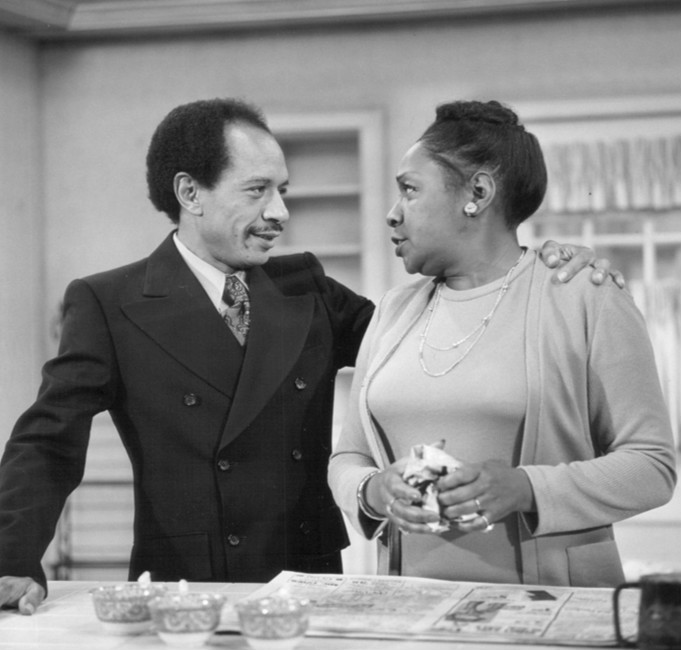
George e Louise in Arcibaldo

George e Louise Jefferson (chiamata amorevolmente "Weezy", ma solo dal marito) sono una coppia nera, lui imprenditore di una catena di lavanderie, lei casalinga e volontaria in un consultorio. Nella precedente serie televisiva Arcibaldo, i due vivevano in un piccolo appartamento nel Queens (a fianco dei Bunker, i protagonisti della sitcom).
Di umili origini e tenore di vita molto modesto, George comincerà a far fortuna lavorando assiduamente nel settore delle lavanderie a secco, per diventare così un ricco imprenditore, a tutti gli effetti un simbolo di riscatto sociale della classe nera di quegli anni. George riuscirà così ad aprire una catena di ben cinque negozi lavasecco, diventati successivamente sette, dislocati in vari quartieri della città (lo slogan recita: "...una vicino a te"), e finalmente si trasferirà, insieme a Louise, nei quartieri ricchi dell'alta borghesia. Salutati gli odiati ex vicini di casa, i Bunker, la coppia dei Jefferson parte dal Queens e da lì comincia la vera e propria nuova serie.
La coppia abiterà in un elegante appartamento (il 12D) ai piani alti di un grande palazzo dell'Upper East Side di Manhattan, a New York (nella sequenza iniziale della sigla originale americana rappresentato dalle Park Lane Towers, al n. 185 East 85th Street, angolo 3rd Avenue). Il cambiamento di vita verrà anche citato nel testo del tema musicale della serie, la canzone Movin' On Up, cantata da Ja'net DuBois, attrice nella sitcom afroamericana Good Times.
I Jeffersons rappresenteranno, con situazioni più o meno esilaranti, il punto d'incontro tra due differenti stili di vita e due mondi culturali: quello afroamericano e povero di Harlem, dal quale proviene e da cui è riuscita a tirarsi fuori, e quello attuale, fatto di ricchezza, opulenza ed amici bianchi. Il filo conduttore della serie risulterà il tema dell'inserimento di una famiglia di colore nello stesso tessuto sociale dell'alta borghesia, composta per la stragrande maggioranza da bianchi, ad esempio i loro consuoceri e vicini del piano di sopra, i coniugi Tom ed Helen Willis, spesso presi in giro da George per il loro matrimonio interrazziale (il primo ad esser stato proposto al pubblico televisivo americano), e lasciando allo spettatore, dietro le risate, le analisi sulle differenze dei valori che si contrappongono. Gli episodi tendenzialmente si svolgono attraverso buffi episodi di vita quotidiana con la partecipazione di altri protagonisti, come ad esempio il figlio Lionel, la domestica Florence, il vicino Mr. Bentley, altri vicini di casa, il portiere del palazzo, il barista Charlie, ecc. Le scene si svolgono spesso nel centro del soggiorno dell'appartamento, oltre che in cucina e sul pianerottolo.

## Personaggi principali
- George Jefferson, il proprietario di lavanderie, interpretato da Sherman Hemsley e doppiato da Enzo Garinei.
- Louise "Weezy" Jefferson, la moglie, interpretata da Isabel Sanford e doppiata da Isa Di Marzio.
- Lionel Jefferson, il figlio, interpretato da Damon Evans  nelle stagioni 1, 6–8, 11 e da Mike Evans nelle stagioni 2–4, e doppiato da Federico Danti.
- Florence Johnston, la domestica, interpretata da Marla Gibbs e doppiata da Lisa Mazzotti.
- Thomas "Tom" Willis, il vicino del piano di sopra (appartamento 14F), interpretato da Franklin Cover e doppiato da Silverio Pisu e in seguito da Augusto Di Bono.
- Helen Woodroow Willis, moglie di Tom, interpretata da Roxie Roker e doppiata da Graziella Porta, da Milena Albieri e in seguito da Elisabetta Cesone.
- Jenny Willis Jefferson, la figlia dei Willis, sposata con Lionel, interpretata da Berlinda Tolbert e doppiata da Tullia Piredda.
- Allan Willis, l'altro figlio dei Willis, bianco, interpretato da Andrew Rubin e poi da Jay Hammer.
- Jessica Jefferson, la nipotina di George, Louise e dei Willis, unica figlia di Lionel e Jenny, interpretata da Ebonie Smith.
- Harry Bentley, il vicino di casa di fianco (appartamento 12E), di origini inglesi, interpretato da Paul Benedict e doppiato da Pietro Ubaldi.
- Ralph Hart, il portiere del palazzo, interpretato da Ned Wertimer e doppiato da Antonello Governale.
- Olivia "Mamma" Jefferson, madre di George, interpretata da Zara Cully e doppiata da Carla Todero.
- Charlie, il barista del bar che si trova nella hall del complesso di appartamenti di lusso dove vivono i Jefferson, interpretato da Danny Wells.

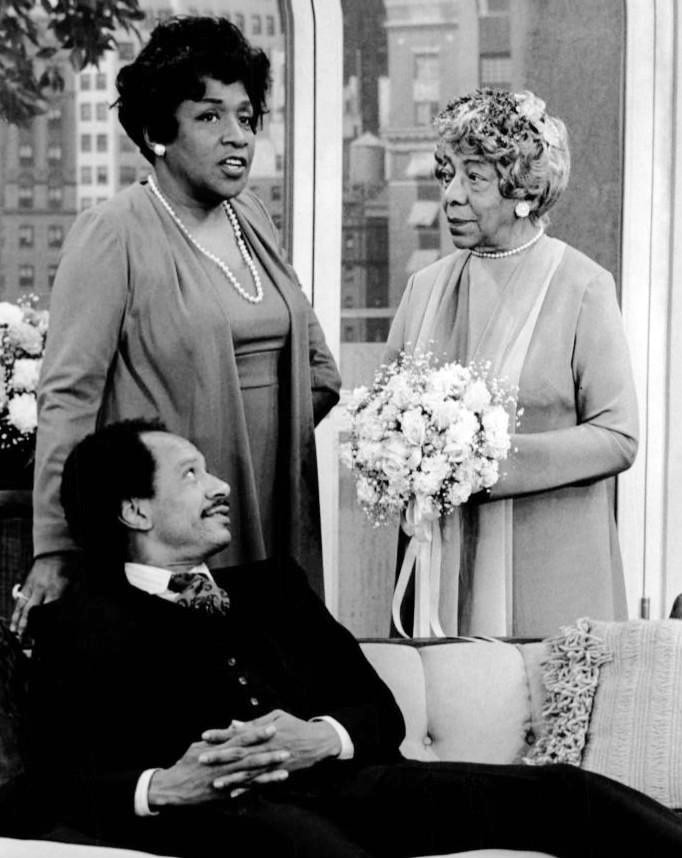
Louise, George e "Mamma Jefferson"
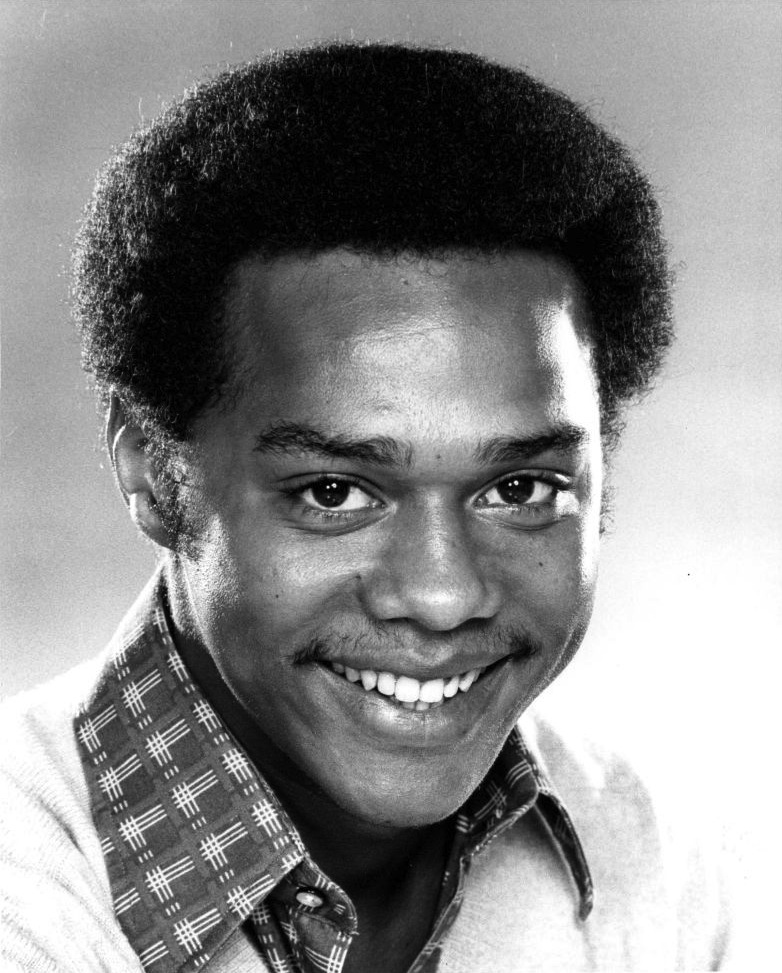
Mike Evans (Lionel Jefferson, ST. 1,6-8,11)
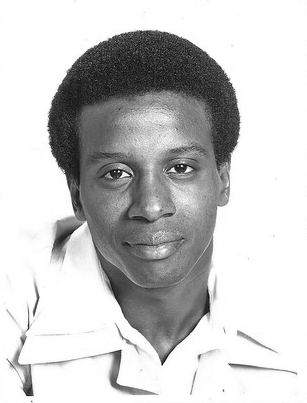
Damon Evans (Lionel Jefferson, ST.2-4)
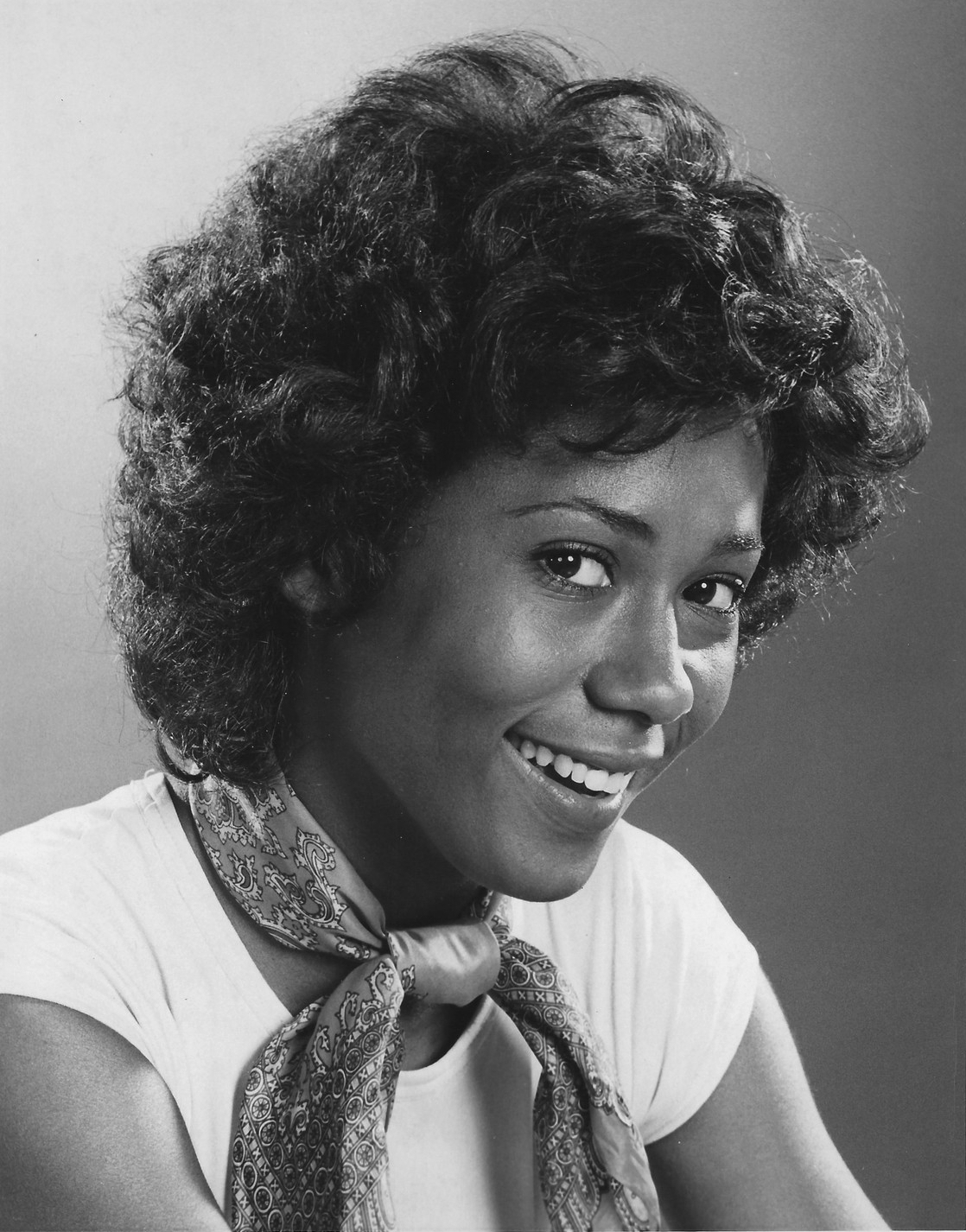
Berlinda Tolbert ("Jenny" Willis)
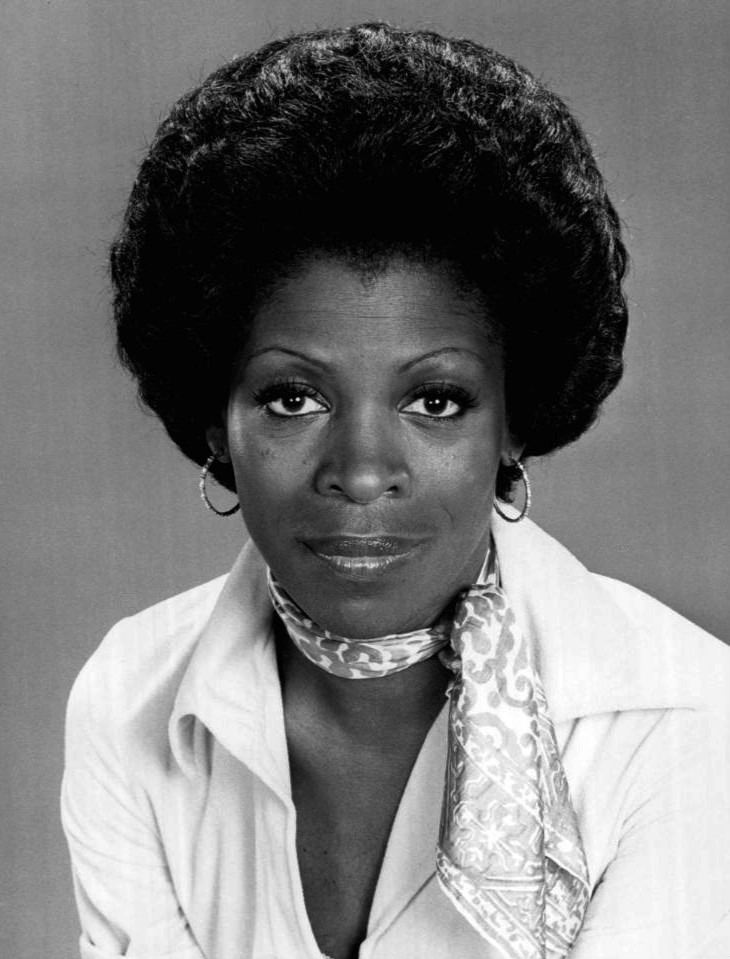
Roxie Roker (Helen Woodroow Willis)
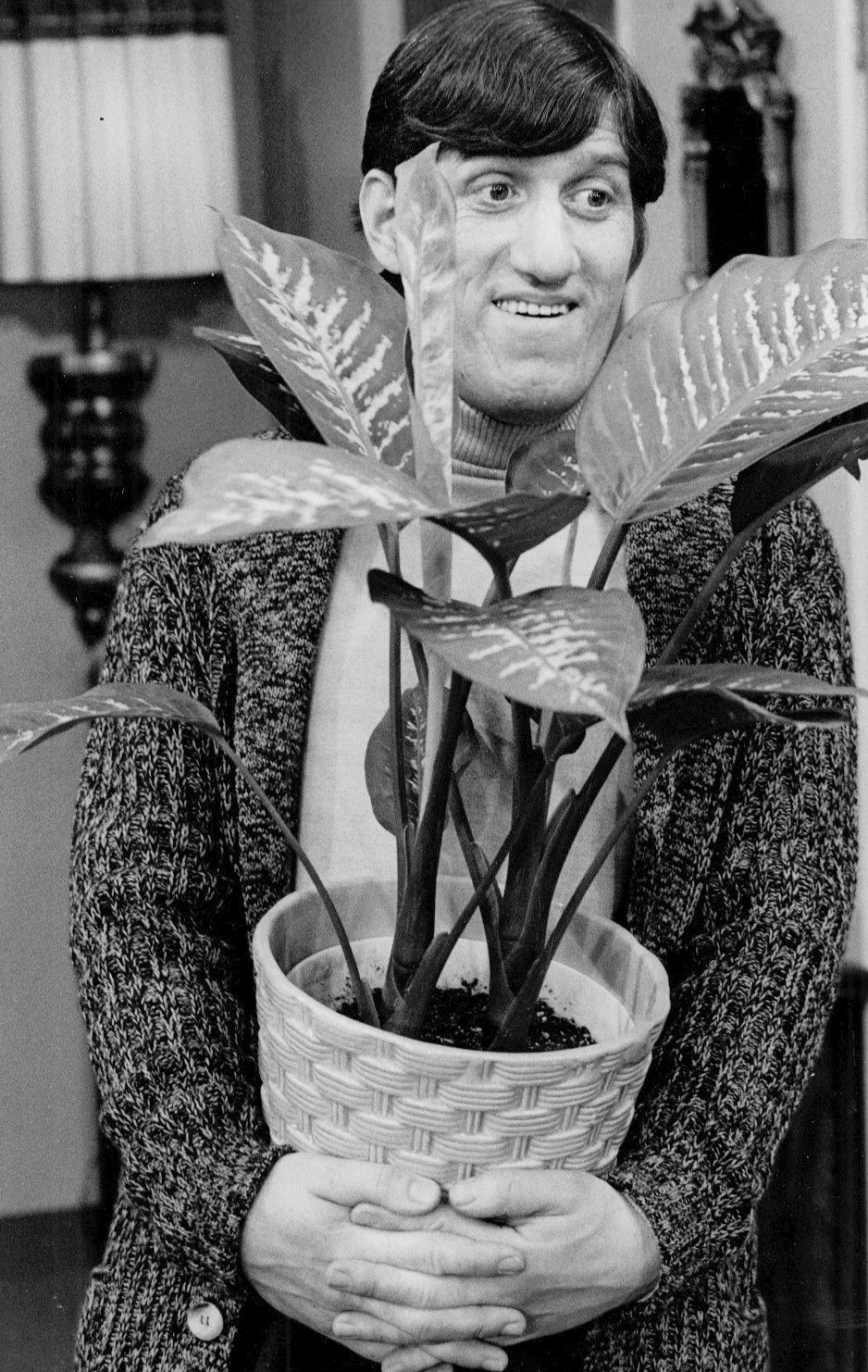
Paul Benedict (Harold "Harry" Bentley)

### Lionel e Jenny

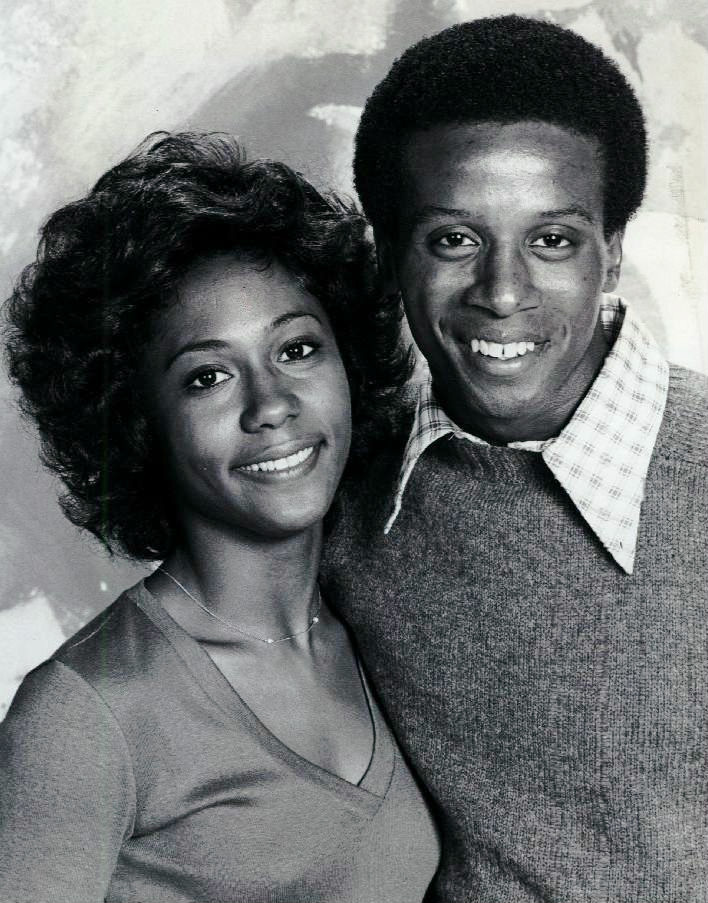
Damon Evans e Berlinda Tolbert

Gli amici e vicini di casa del piano di sopra, i Willis, sono anche i consuoceri dei Jefferson: il loro unico figlio Lionel ha infatti sposato Jenny Willis (Berlinda Tolbert); tuttavia, l'attore Mike Evans ("Lionel") abbandonò lo show dopo la prima stagione, e al suo posto venne scritturato Damon Evans (nessuna parentela con il primo), che interpretò il ruolo di Lionel fino alla quarta stagione, per poi l'intera coppia scomparire negli episodi successivi. I due fidanzati si sposano in un rocambolesco e improvvisato matrimonio, organizzato proprio nell'appartamento, durante un episodio della terza stagione. 
Il primo attore, Mike Evans, ritornerà quindi nel cast soltanto nel 1980, quando il personaggio della Tolbert, Jenny, verrà reinserito nella serie come incinta della loro unica figlia, Jessica.
I personaggi di Lionel e Jenny riappariranno ancora nell'ottava stagione, dove verranno esposti i loro primi problemi coniugali, in una speciale doppia puntata dal titolo The Separation. Nel 1982 Lionel, nel frattempo trasferito per lavoro in Giappone, riapparirà a sorpresa ancora nella serie in un episodio della nona stagione, per poi fare ancora le sue ultime due apparizioni durante un'altra doppia puntata, dal titolo Sayonara, dell'undicesima e ultima stagione del telefilm, dove i due si separeranno definitivamente.

### Le principali guest-star nel corso della serie

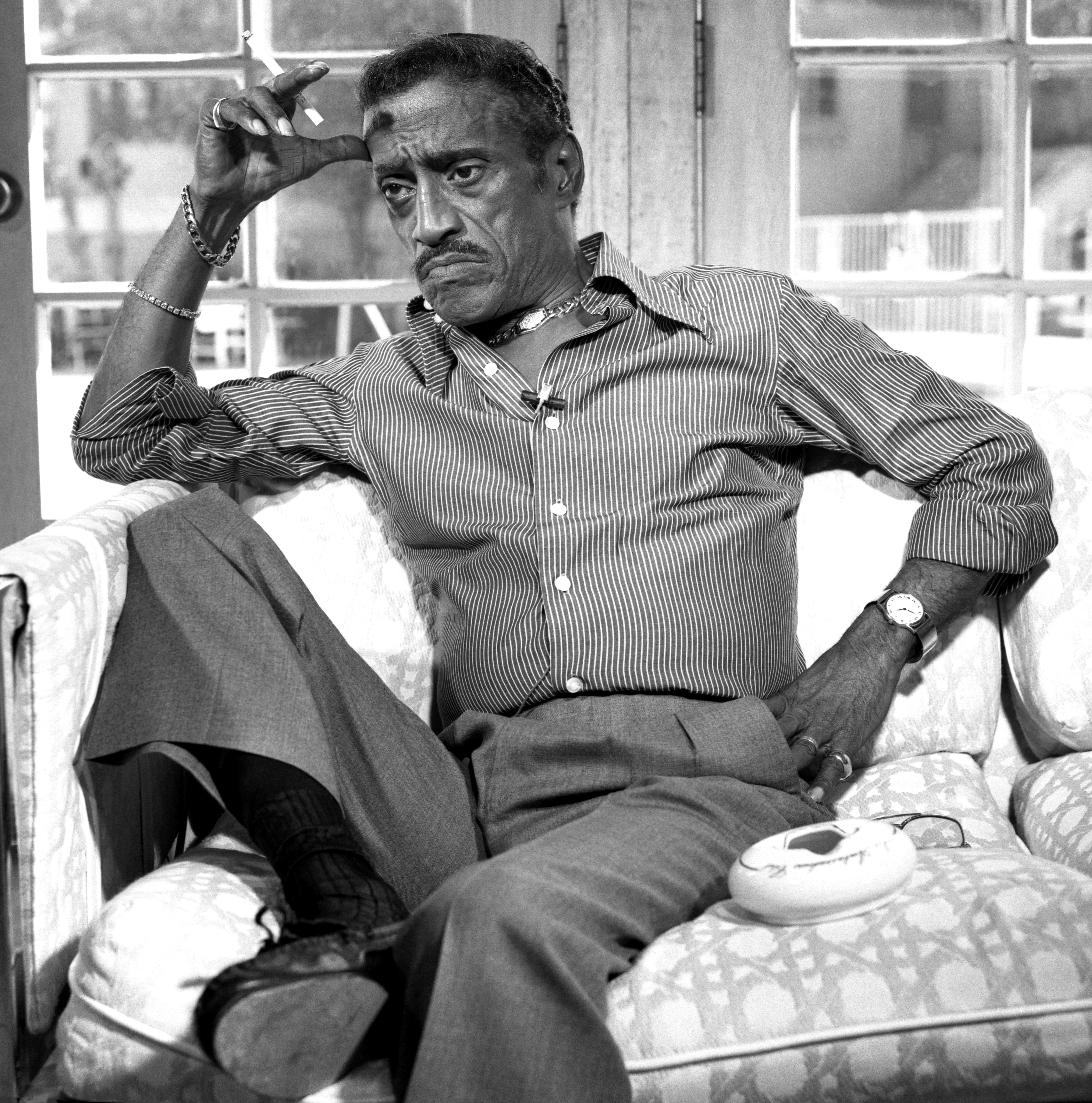
Sammy Davis jr. appare nel ruolo di se stesso nell'episodio 10x12

Molti furono i personaggi all'epoca famosi negli Stati Uniti che apparvero brevemente nella sitcom, tra cui:
- Sammy Davis Jr.; Voce Italiana: Maurizio Scattorin;
- Gladys Knight
- Billy Dee Williams; Voce Italiana: Enrico Carabelli;
- Andraé Crouch
- Ernest Lee Thomas
- Jaleel White
- Gary Coleman; Voce Italiana: Paolo Torrisi;
- Hal Williams
- Sister Sledge
- Garrett Morris
- Kene Holliday
- Reggie Jackson
- Famous Amos
- Sheryl Lee Ralph
- Joe Frazier
- Michael Spinks
- Mabel King
- Johnny Brown
- Greg Morris
- Louis Gossett Jr.
- Frank Denny De Vol
- Moses Gunn
- Rosey Grier

## Episodi
| Stagione            | Episodi | Prima TV USA | Prima TV Italia |
| ------------------- | ------- | ------------ | --------------- |
| Prima stagione      | 13      | 1975         | 1981            |
| Seconda stagione    | 24      | 1975-1976    | 1981            |
| Terza stagione      | 24      | 1976-1977    | 1981            |
| Quarta stagione     | 26      | 1977-1978    | 1981            |
| Quinta stagione     | 24      | 1978-1979    | 1981            |
| Sesta stagione      | 24      | 1979-1980    | 1982            |
| Settima stagione    | 20      | 1980-1981    | 1984            |
| Ottava stagione     | 25      | 1981-1982    | 1984            |
| Nona stagione       | 27      | 1982-1983    | 1984            |
| Decima stagione     | 22      | 1983-1984    | 1985            |
| Undicesima stagione | 24      | 1984-1985    | 1986            |

## La sigla
Ja'net DuBois (sitcom Good Times) e Jeff Barry furono gli autori del testo della sigla del telefilm, il brano rhythm and blues Movin' On Up, cantata dalla stessa Dubois con l'accompagnamento di un coro gospel. La sigla di chiusura è sempre lo stesso motivo, ma più lento.
Il brano ebbe un ritorno di notorietà durante gli anni novanta e duemila, grazie alla sua inclusione in spot televisivi americani e ad altri riferimenti vari: per esempio, fu omaggiata nella canzone del rapper Nelly Batter Up (che vide la partecipazione di Hemsley nei panni di un telecronista di baseball, che nel video "balla" con le movenze di George Jefferson) e in Gettin' Jiggy Wit It di Will Smith, dove una strofa del testo recita: «Now they give it to me nice and easy/Since I moved up like George and Weezie».
La canzone, inoltre, fu inserita nel film del 2006 Garfield 2. In questo caso, il brano venne cantato da Bill Murray (che doppiò Garfield nella versione originale della pellicola). Nel 2008, il brano fu ancora citato nel film Tropic Thunder, mentre nel 2019 fu riproposta dalla cantante Jennifer Hudson per lo speciale su Jefferson della ABC Television.
Nel 2020, il brano venne nuovamente riproposto sul web, a tributo della scomparsa della Dubois, nel febbraio dello stesso anno.

## Curiosità
- Zara Cully, alias Mamma Jefferson, non poté recitare nei primi 17 episodi della terza stagione a causa di una grave forma di polmonite; tornò per alcuni episodi, morendo poi nei primi mesi della quarta stagione. Gli scrittori decisero di far morire anche il personaggio di Mamma Jefferson, piuttosto che inserire un'attrice diversa. Nessun episodio speciale è stato incentrato sulla sua morte, ma viene fatto un breve riferimento al decesso nel terzo episodio della quinta stagione.
- Roxie Roker, interprete di Helen Willis, di origini bahamensi, nella vita reale era veramente sposata con un bianco, il produttore discografico ucraino-statunitense Sy Kravitz, da cui ebbe il figlio Lenny Kravitz, noto cantante rock.
- La versione italiana del telefilm è posteriore rispetto a quella originale statunitense e questo si riflette anche nel doppiaggio. La prima serie del telefilm fu infatti girata nel 1975 ma, nel settimo episodio della prima stagione, Lionel afferma "...siamo nel 1981", mentre nell'omonimo episodio americano, Lionel invece dichiara che si trovano negli anni settanta. Nell'ottavo episodio sempre della prima stagione, nella versione italiana Louise menziona il presidente Reagan, mentre nell'episodio originale parla del presidente Ford, a quell'epoca in carica. Nel 20º episodio della quarta stagione (4 febbraio 1978), George viene a sapere che il presidente degli Stati Uniti sarà a New York, e decide di chiamare la Casa Bianca per invitarlo a fargli visita; il titolo originale dell'episodio è George and Jimmy, dove "Jimmy" è Jimmy Carter, allora in carica, ma nella versione italiana degli anni ottanta la vicenda viene attualizzata col presidente Reagan.
- Il soprannome di Louise, "Weezy", fu veramente un'idea dello stesso attore Sherman Hemsley, da subito condivisa con entusiasmo con Norman Lear. L'attore, quando da ragazzino viveva a Filadelfia, aveva realmente una cotta per una ragazza di nome Louise, per la quale aveva inventato lo scherzoso nome di "Weezy" al fine di attirare le sue attenzioni[6].